# ¿Quién educa a quién?
¿Quién educa a quién? es un programa de televisión de RTVE que se emitía después de la serie de televisión HIT y giraba alrededor de los temas tratados en el capítulo anterior de dicho programa. 
Es una producción de RVTE en colaboración con el Grupo Ganga con expertos, docentes, padres y alumnos para ofrecer un análisis exhaustivo sobre la educación de los jóvenes y los conflictos generales de la sociedad. 

## Contenido y colaboradores
HIT funciona como punto de partida para analizar determinadas situaciones que se producen cotidianamente en los centros de educación y en las familias. Después de cada capítulo, Quién educa a quién? busca un análisis profundo y riguroso de una realidad que la serie refleja: ¿Se está afrontando debidamente la educación de los jóvenes en un tiempo donde los avances tecnológicos cambian rápidamente el modelo de sociedad y sus valores?
El programa y la serie traspasan el género del entretenimiento y muestran una realidad marcada por la revolución tecnológica, el universo de las redes sociales, las consecuencias de la globalización y el cambio de los valores establecidos.
La periodista Mamen Asencio, presentadora de Las mañanas de RNE en agosto, conduce este debate que se realiza cada semana en directo desde el Estudio 6 de Prats del Rey.
En él participan especialistas de amplia experiencia en el trato con jóvenes y cada semana plantean, a través de diferentes enfoques, un análisis detallado de la realidad de la juventud y de los nuevos retos a los que se afrontan. Además, tienen en cuenta el punto de vista de los jóvenes que han pasado por la misma experiencia. Muestran sus dudas y planteamientos a través de sus testimonios y experiencias, dentro de un programa enfocado a la rigurosidad y al aprendizaje constructivo.
El público de plató tiene una participación muy activa, porque está formado por educadores, investigadores o alumnos, entre otros. A veces, también por miembros del elenco de la serie HIT que cuenta su punto de vista y qué ha experimentado al encarnar sus personajes.

## Equipo técnico
Presentadora: Mamen Asencio
Dirección: Manel Iglesias
Guion: Paola Pastor
Producción ejecutiva Grupo Ganga: Miguel Ángel Bernardeau y Javier Cuadrado.
Director de producción: J.J. Lara

## Emisión y visualización
Se comenzó a emitir el 21 de septiembre de 2020 en La 1 a las 23:10. La última emisión fue el 23 de noviembre de 2020. Cuando empezó la segunda temporada de HIT no se renovó el debate de ¿Quién educa a quién?. Sin embargo, se comenzó a emitir el 21 de octubre de 2021 otro programa de estructura parecida llamado Generación HIT, presentado por Inés Hernand, tras los capítulos de HIT.
| N.º | Título                | Dirigido por            | Fecha de emisión         | Audiencia       |
| --- | --------------------- | ----------------------- | ------------------------ | --------------- |
| 1   | «La infección»        | Joaquín Oristrell       | 21 de septiembre de 2020 | 627 000 (6,4 %) |
| 2   | «La consulta»         | Joaquín Oristrell       | 28 de septiembre de 2020 | 575 000 (5,6 %) |
| 3   | «El diagnóstico»      | Álvaro Fernández Armero | 5 de octubre de 2020     | 486 000 (4,6 %) |
| 4   | «La limpia»           | Álvaro Fernández Armero | 12 de octubre de 2020    | 558 000 (5,3 %) |
| 5   | «El cuerpo»           | Elene Trapé             | 19 de octubre de 2020    | 589 000 (5,7 %) |
| 6   | «La recaída»          | Elene Trapé             | 26 de octubre de 2020    | 618 000 (5,8 %) |
| 7   | «Cuidados intensivos» | Manel Iglesias          | 2 de noviembre de 2020   | 470 000 (4,4 %) |
| 8   | —                     | Manel Iglesias          | 9 de noviembre de 2020   | 470 000 (4,1 %) |
| 9   | —                     | Manel Iglesias          | 16 de noviembre de 2020  | 505 000 (4,6 %) |
| 10  | —                     | Manel Iglesias          | 23 de noviembre de 2020  | 528 000 (5,4 %) |

## Programas
| N.º | Título          | Colaboradores                                                                                         | Duración |
| --- | --------------- | --- | -------- |
| 1   | «Profesores»    | María Galiana Manuel Vilas Andrea G. Henry Claudia Ortega Khadija Ajahiou Carolina Fernández del Pino | 01:56:43 |
| 2   | «Padres»        | Dakota Tárraga Jose Antonio Luengo Silvia Álava Sordo Joaquín Oristrell Lidia Cáceres Ernesto Castro  | 01:40:23 |
| 3   | «Furia»         | Nyno Vargas Inés Hernand Gema Garcia Javier González Alberto Díaz Raquel Barrio                       | 01:44:36 |
| 4   | «Acoso»         | Xavo Vilacrés Natalia de Agustín Javier Carretero Iñaki Zulueta Enrique Serrano Mar Valdeita          | 01:44:36 |
| 5   | «Sexo»          | Marisol Galdón Pablo Ortiz Noemí Gasquet Athenea Micas Salvador Martí Joana Martí                     | 01:39:53 |
| 6   | «Adictos»       | Sergio Tijeras David Blanco Pepe el Marismeño Sandra Ortonobes Bayta Díaz Marisol Galdón              | 01:35:23 |
| 7   | «Tabú»          | Itxaso Esparza Elsa López Samanta Fernandez-Canillas Paco Moreno Mariano Navarrete Catalina Perazzo   | 01:38:50 |
| 8   | «Traumas»       | Pamela Palenciano Ikrame Choudna Carlos Sanguino Benjamín Ballesteros Luda Merino Inma Fernández      | 01:41:41 |
| 9   | «Desigualdades» | Isabel San Sebastián Nuria Coronado Javier Doncel Marcelo Soto María Velaz Andrea G. Henry            | 01:36:51 |
| 10  | «Futuro»        | Isabel San Sebastián Marcelo Soto Clara Jiménez Anna Grau Raquel Barrio Pedro Caballero               | 01:51:46 |